# Protestos de junho de 2025 em Los Angeles
Os protestos de junho de 2025 em Los Angeles são uma série em andamento de distúrbios civis na área de Los Angeles, Califórnia, Estados Unidos. Os protestos começaram em Los Angeles em 6 de junho, quando o Serviço de Imigração e Controle de Alfândega (ICE) realizou uma operação na cidade para prender imigrantes ilegais.
Em 6 de junho, os protestos contra as operações se transformaram em tumultos de rua quando manifestantes entraram em confronto com o Departamento de Polícia de Los Angeles e com o ICE. No dia 7 de junho, manifestantes enfrentaram forças federais em Paramount e Compton durante novas operações. O presidente Donald Trump então federalizou a Guarda Nacional da Califórnia e enviou 300 membros da guarda para a cidade, com base no título 10 do Código dos EUA, § 12406. Protestos e tumultos continuaram pelos dias seguintes e, em 9 de junho, 700 fuzileiros navais foram ativados para serem enviados à cidade. Dezenas de manifestantes foram presos, e diversos agentes da lei e manifestantes ficaram feridos. Jornalistas estrangeiros também ficaram feridos.

## Contexto
Em novembro de 2024, após a eleição presidencial na qual Donald Trump derrotou Kamala Harris, o Conselho Municipal de Los Angeles declarou a cidade um município santuário. A política de imigração de Trump gerou preocupação entre a população imigrante da Califórnia. Autoridades do governo Trump advertiram que cidades santuário seriam alvo de esforços intensificados de repressão à imigração.
Em maio de 2025, o governo Trump começou a implementar uma estratégia de deportação que envolvia a realização de operações em locais de trabalho.

## Eventos

### 6 de junho
Por volta das 9h15, uma operação de imigração foi realizada no distrito de moda de Los Angeles; outras duas operações ocorreram em um atacadista de roupas e em uma unidade da Home Depot. Mais de 100 pessoas foram presas nos três locais. Vários agentes federais responderam aos protestos com granadas de atordoamento. Um confronto entre manifestantes e agentes eclodiu no Centro de Detenção Metropolitana. Agentes presentes nas operações foram identificados com distintivos do FBI, do Departamento de Investigações de Segurança Interna (HSI) e da Agência de Álcool, Tabaco, Armas de Fogo e Explosivos (ATF). O HSI informou que 44 pessoas foram "presas administrativamente" e uma pessoa foi presa por obstrução. Bill Essayli, procurador interino dos Estados Unidos para o Distrito Central da Califórnia, afirmou que David Huerta, presidente estadual do Sindicato Internacional dos Empregados de Serviços, foi preso por bloquear um veículo. Huerta ficou ferido e foi levado ao hospital, sendo depois transferido para o Centro de Detenção Metropolitana.
Os protestos começaram após as prisões. Confrontos entre manifestantes e agentes do ICE equipados com trajes antimotim ocorreram nas proximidades da Home Depot em Westlake. O ICE também prendeu várias pessoas em uma loja de roupas e entrou em confronto com ativistas. Após "alguns manifestantes arremessarem pedaços de concreto quebrado contra os agentes", o Departamento de Polícia de Los Angeles (LAPD) se envolveu em confrontos intensos com os manifestantes, utilizando gás lacrimogêneo, spray de pimenta e granadas de luz e som para dispersar a multidão. Cerca de 200 manifestantes ainda estavam no local por volta das 19h, quando o LAPD ordenou a dispersão dos protestos. Na hora seguinte, o departamento autorizou o uso de munições menos letais. Às 20h24, foi decretado um alerta tático em toda a cidade.

### 7 de junho
Os protestos contra as operações do ICE continuaram em 7 de junho. Em Paramount, cerca de mil pessoas protestavam, e confrontos ocorreram perto de uma unidade da Home Depot, com uso de granadas de luz, projéteis de pimenta e gás lacrimogêneo. Manifestantes bloquearam ruas e lançaram tijolos; jornalistas e agentes do ICE ficaram feridos. Até aquela data, 118 imigrantes haviam sido presos em Los Angeles.
No centro de Los Angeles, protestos ocorreram no Centro de Detenção Metropolitana, com manifestantes atacando viaturas policiais. Em Compton, garrafas com líquido inflamável foram lançadas. Bandeiras americanas foram queimadas e bandeiras mexicanas agitadas.
Em entrevista à Fox News, Tom Homan, diretor executivo associado de Operações de Execução e Remoção da Casa Branca, anunciou que a Guarda Nacional seria enviada a Los Angeles naquela noite. Na mesma noite, o presidente Donald Trump assinou um memorando autorizando o envio de 2.000 membros da Guarda Nacional da Califórnia para conter os protestos. Trump invocou o título 10 do Código dos EUA, § 12406, para federalizar a Guarda Nacional — a primeira vez que um presidente havia mobilizado a Guarda sem a aprovação do governador estadual desde as marchas de Selma a Montgomery, em 1965. Em uma publicação na rede X, o secretário de Defesa Pete Hegseth declarou que fuzileiros navais da ativa estavam em "alerta máximo" em Camp Pendleton. Trump afirmou que o uso de máscaras não seria permitido durante os protestos.

### 8 de junho
Os protestos continuaram na manhã seguinte, com novos atos sendo convocados. Por volta das 14h, manifestantes se reuniram em frente à Prefeitura de Los Angeles com o slogan "Guarda Nacional fora, ICE fora de LA".
Cerca de 300 soldados da Guarda Nacional foram enviados a três locais da cidade, concentrando-se em prédios federais. Aproximadamente 500 fuzileiros navais de Twentynine Palms Base foram colocados em prontidão. No Centro de Detenção Metropolitana, forças federais usaram fumaça e spray de pimenta para abrir caminho para veículos do DHS e da Patrulha de Fronteira. A Guarda Nacional e a polícia reforçaram a segurança no centro da cidade.
Tom Homan advertiu que "alguém pode perder a vida" caso os protestos continuem, e sugeriu que o governador Gavin Newsom e a prefeita Karen Bass poderiam enfrentar acusações federais. Trump ameaçou enviar tropas a outras cidades se os protestos se espalhassem.
Às 16h, Newsom pediu oficialmente a revogação da ordem de Trump, alegando violação da soberania estadual. O LAPD declarou alerta tático e autorizou uso de munição menos letal para dispersar a multidão. Dois policiais ficaram feridos após motociclistas tentarem romper uma linha de contenção. Diversos manifestantes foram presos no centro de Los Angeles.
Antes das 16h, manifestantes bloquearam a rodovia US 101, levando a polícia a interditar a via nos dois sentidos. Ruas do centro da cidade também foram fechadas, e um carro autônomo da Waymo foi incendiado.

### 9 de junho
O governador Newsom anunciou no início da manhã de segunda-feira que seu gabinete pretendia processar a administração Trump por ter mobilizado a Guarda Nacional sem consultar seu gabinete. Ele classificou essa ação como "ilegal e imoral" e também acusou o presidente Trump de federalizar a Guarda Nacional.
Os senadores Adam Schiff (D-CA) e Alex Padilla (D-CA) enviaram uma carta ao Departamento de Segurança Interna e ao Departamento de Justiça exigindo que fosse realizada uma revisão da prisão do líder sindical David Huerta. Um comício patrocinado pelo SEIU pedindo sua libertação está planejado para o meio-dia (horário da Costa Oeste) no Grand Park. Às 9h30 (horário da Costa Oeste), policiais e delegados ainda mantinham uma forte presença no local, mas todos os manifestantes já haviam deixado a área, e um esforço de limpeza havia começado para remover detritos das ruas, varrer cacos de vidro e pintar sobre mensagens/pichação.
Falando com repórteres na Casa Branca, Trump descreveu os manifestantes como "insurrecionistas". Muitos na mídia especularam que essa linguagem poderia dar a ele um pretexto para invocar a Lei da Insurreição de 1807. Trump também afirmou que acredita que o governador Newsom deveria ser preso, dizendo: "Eu faria isso se fosse o Tom", referindo-se a Tom Homan, a quem Newsom havia provocado para que fosse à Califórnia para prendê-lo. Newsom respondeu pouco depois, dizendo: "Este é um dia que eu esperava nunca ver na América" e "este é um passo inconfundível rumo ao autoritarismo."
Trump escreveu no Truth Social:
"Se cuspirem, nós vamos bater." Esta é uma declaração do presidente dos Estados Unidos a respeito dos catastróficos Distúrbios inspirados por Gavin Newscum em Los Angeles. Os insurrecionistas têm o hábito de cuspir no rosto dos soldados da Guarda Nacional e de outros. Esses patriotas são instruídos a aceitar isso, como se fosse algo normal. Mas não na Administração Trump. SE CUSPIRE, VAMOS BATER, e prometo que eles serão atingidos com mais força do que jamais foram antes. Tal desrespeito não será tolerado!
A CNN e a NBC 4 Los Angeles informaram que, segundo o Pentágono, 700 fuzileiros navais dos Estados Unidos da Base do Corpo de Fuzileiros Navais de Twentynine Palms seriam enviados para Los Angeles para atuar ao lado da Guarda Nacional.
Na tarde de segunda-feira, Huerta foi libertado sob fiança de US$ 50.000.